# Buch (Stiefenhofen)
Buch  (westallgäuerisch: Buəch) ist ein Gemeindeteil der bayerisch-schwäbischen Gemeinde Stiefenhofen im Landkreis Lindau (Bodensee).

## Geographie
Der Weiler liegt circa 2,5 Kilometer südwestlich des Hauptorts Stiefenhofen und zählt zur Region Westallgäu.

## Ortsname
Der Ortsname ist ein Sammelbegriff zu Buche.

## Geschichte
Buch wurde erstmals im Jahr 1290 als Buoch urkundlich erwähnt, als das Kloster Mehrerau hier Zins bezog. Durch den Ort führte die Salzstraße von Innsbruck an den Bodensee. Im Jahr 1808 wurden vier Anwesen im Ort gezählt.